# Burg Wolkenstein (Fränkische Schweiz)
Der Burgstall Wolkenstein war eine spätmittelalterliche Adelsburg in dem Dorf Wolkenstein, Ortsteil der Stadt Ebermannstadt im Landkreis Forchheim in Bayern. Der Burgstall ist in Privatbesitz und kann nicht betreten werden.

## Geografische Lage
Der Burgstall der Spornburg liegt im südwestlichen Teil der Ortschaft Wolkenstein auf einem nach Südwesten vorspringenden Bergsporn des Thosberges in 455 Meter Höhe, etwa 4,8 Kilometer östlich der Kirche von Pretzfeld.
Südlich der ehemaligen Burg Wolkenstein liegt der Burgstall Eberhardstein im Tal des Altenthalbaches, südöstlich der Burgstall Wichsenstein und westlich der Burgstall Dietrichstein über Lützelsdorf.

## Geschichte der Burg

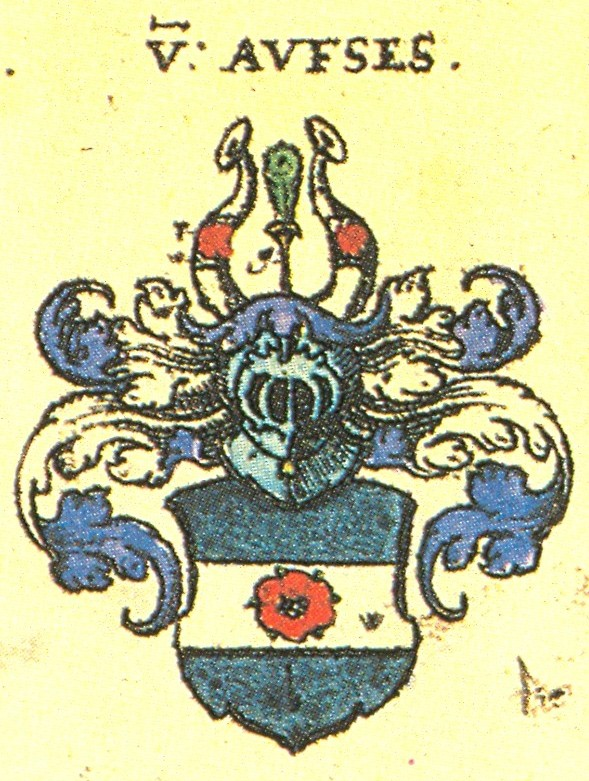
Wappen der Aufseß nach Siebmachers Wappenbuch

Der Erbauungszeitpunkt sowie der Erbauer der Burg sind unbekannt. Sie wurde erstmals 1470 urkundlich genannt.
Die Burg, die wohl stets freieigen war, befand sich seit Beginn des 15. Jahrhunderts im Besitz der Freiherrn von Aufseß. Konrad IX. von Aufseß wurde während einer Fehde mit dem Bamberger Bischof Georg I. von Schaumberg (1459–1475) auf der Altenburg gefangen gehalten, und musste dem Bischof 1470 das Öffnungsrecht an der Burg Wolkenstein einräumen.
In der Folgezeit trugen mehrere Angehörige des Hauses Aufseß den Namenszusatz von Wolkenstein.
Ob die Burg, wie ein Hinweis aus dem Jahre 1624 behauptet, im Bauernkrieg 1525 zerstört wurde, ist zweifelhaft. In den sonst sehr ausführlichen Listen der zerstörten Burgen ist sie nicht enthalten. Dies könnte bedeuten, dass die Burg damals bereits zerstört oder verfallen war.

## Beschreibung
Von der mittelalterlichen Anlage sind nur noch geringe Mauerreste an einem Felsen vorhanden.